# Giverville
Giverville es una localidad y comuna francesa situada en la región de Normandía, departamento de Eure, en el distrito de Bernay y cantón de Thiberville.

## Demografía
| 315 | 333 | 358 | 282 | 262 | 270 |
| Para los censos de 1962 a 1999 la población legal corresponde a la población sin duplicidades (Fuente: INSEE [Consultar]) |     |     |     |     |     |